# American Horror Story: Freak Show
La quarta temporada de la sèrie de televisió antològica de terror de FX, American Horror Story. Es va estrenar el 8 d'octubre del 2014, i va finalitzar el 21 de gener del 2015. La temporada està ubicada a Jupiter, Florida, l'any 1952 i explica la història d'un dels últims espectacles de fenòmens als Estats Units.
És la primera temporada a no ser totalment antològica, atès que Lily Rabe, Naomi Grossman i John Cromwell van repetir els seus rols de Mary Eunice, Pepper i el jove Dr. Arthur Arden de la segona temporada, Asylum. Així mateix la quarta temporada s'ha connectat amb la sisena temporada Roanoke i la setena Cult, això a través d'una petita connexió amb la família Mott (Roanoke) i'ha través del personatge de Twisty (John Carroll Lynch) qui s'ha tornat en un personatge de còmics (Cult). Altres membres de temporades anteriors com Angela Bassett, Kathy Bates, Jamie Brewer, Frances Conroy, Grace Gummer, Danny Hutson, Jessica Lange, Denis O'Hare, Sarah Paulson, Evan Peters, Emma Roberts i Gabourey Sidibe fan marxada de la temporada. Mare Winningham i Ben Woolf també tornen a la temporada. A més a la quarta temporada s'integren Wes Bentley, Michael Chiklis i Finn Wittrock.

## Trama
La història transcorre a Jupiter, Florida l'any 1952. Elsa va ser una dona alemanya que oferia els seus serveis com a dominatrix a qui van drogar i li van treure les cames en una pel·lícula snuff. Massimo, un fuster, li va fabricar unes cames noves tan convincents que Elsa va poder guardar el seu secret. Mentre Massimo matava els responsables (però va ser capturat per Hans Gruper, Arden de la segona temporada), Elsa va muntar un circ d'engendros, a qui rescatava del carrer, on ella és l'estrella principal, aparentant no tenir cap discapacitat.
Entre els fenòmens destaquen: Ethel, dona barbuda i Jimmy, el fill d'aquesta, amb mans de llagosta. Altres secundaris són Paul (home foca), Amazon Eve, Ma Petite (qui és presentada com la dona més petita del món), Suzie, Toulose i Pepper (que també apareix com un personatge secundari a la segona temporada)... El circ rep la parella de Dell i Desiree. Dell, un home forçut, és el pare de Jimmy. Desiree és una dona amb tres pits. També reben les siameses Bette i Dot. Dot és més seriosa i responsable mentre que Bette és innocent i somiadora. Dot mostra interès a Jimmy.
Stanley i Maggie són dos estafadors que arriben al circ per matar-los i portar-los a un museu per guanyar diners. Maggie es fa passar per endevina i s'enamora de Jimmy. Stanley es fa passar per un representant d'una cadena que ofereix un xou a Elsa.
Mentrestant, la ciutat de Júpiter és assetjada per Twisty, un antic pallasso que segresta nens (matant els pares) perquè siguin el seu públic.
Dandy és un jove pijo i capritxós que vol ser artista. La seva mare, la Glòria, compleix tots els seus capricis. Dandy coneix Twisty i l'ajuda.
Edward Mordake va ser un engendro que apareix quan un actua en Halloween, emportant-se'l amb ell. Després d'aparèixer diversos personatges, mata i es porta a Twisty.
Elsa, envejosa de l'atenció de les siameses, se les ven a Dandy. Bette s'enamora de Dandy, però gràcies als altres engendres veu la realitat i tornen al circ. Stanley descobreix que Dell és homosexual i ho fa xantatge fent-li matar Ma Petite. Ethel es disposa a matar Elsa en creure-la l'assassina de Ma Petite (i també perquè n'estava farta), però Elsa la mata a ella. Jimmy després de la mort de la seva mare (no sap que ha estat Elsa) i ser rebutjat per la societat, cau a l'alcohol i rebutja Maggie. Es embolica amb Bárbara, un engendre nou amb obesitat mòrbida. Desiree s'enamora d'un dels clients. Paul comença una relació amb Penny, una jove normal però el seu pare la transforma en un engendre en tatuar-la i rapar-li part dels cabells. Bette i Dot tenen discussions però al final fan les paus i per primera vegada estan contentes amb la seva condició de siameses.
Després de la mort de Twisty, Dandy es converteix en un psicòpata i mata diverses persones, entre elles, la seva mare, Gloria. La policia tanca Jimmy en creure-li l'assassí en una festa (en realitat va ser Dandy). Pepper és portada a casa de la seva germana (després seria enviada a Briarcliff). Stanley talla les mans de llagosta a Jimmy per tenir diners i pagar un advocat (però òbviament era per al museu). Dell i Amazon Eve el rescaten de la presó. Maggie es penedeix i explica als fenòmens el pla de Stanley. Elsa mata Dell en conèixer que ell era l'assassí de Ma Petite.
Apareix Chester, un mag que va matar la seva antiga esposa per petició del seu canell "viva", Marjorie. Chester compra el circ a Elsa ja que ella se n'anaria per fer el reality de Stanley (encara que era mentida) Els fenòmens torturen horriblement Stanley en conèixer la veritat. Bette i Dot s'enamoren de Chester però Dandy els desvetlla el seu passat. Chester volia fer un truc amb les siameses però aquestes es neguen. S'ofereix Maggie i és assassinada gràcies a la bogeria de Chester. Chester es lliura a la policia per matar Marjorie. Elsa recupera el circ. Massimo torna i construeix unes mans a Jimmy.
En assabentar-se que Elsa va matar Ethel, els engendres planegen matar-la. Bette i Dot, en agraïment, l'avisen perquè se'n vagi. Elsa se'n va i perquè segueixi el negoci, el ven a Dandy. Tot i això, els engendres tenen una discussió i dimiteixen. Dandy, enfadat, provoca una matança i mata tothom: Paul, Penny, Suzie, Bàrbara, Tolosa, Amazon Eve... També segresta Bette i Dot. Desiree i Jimmy, únics supervivents, van a buscar-lo. Bette i Dot es casen amb Dandy i fingeixen estar feliços fins que és assassinat amb un truc (sabotejat perquè morís) per Jimmy, Desiree, Bette i Dot.
Anys més tard, Elsa es va casar amb el vicepresident d'una important cadena i va saltar a la fama amb el programa. Tot i això, Elsa no és feliç. Massimo apareix a casa seva i Elsa vol escapolir-se'n però ell venia per dir-li que li quedava poc més d'un mes de vida. La carrera d'Elsa s'esfondraria ja que publicarien el seu passat obscè. Elsa decideix fer un especial de Halloween al seu programa perquè torni a aparèixer Edward Mordake i se l'emporti. Mentre aquest s'acosta i ella canta, es veu que Desiree va poder convertir-se en una dona normal i tenir una família amb qui va conèixer al circ. Jimmy es va casar amb Bette i Dot, que estan embarassades.
Al final, Edward mata Elsa però ella, en comptes de quedar-se amb ell per a l'eternitat, apareix al circ de nou. Allí, Ethel li perdona que l'hagi matat dient-li que "va ser el seu paper". Elsa comprèn que ha anat al cel, i el circ és on realment estava feliç.

## Elenc
| Sarah PaulsonEvan PetersMichael ChiklisFrances Conroy Denis O'HareEmma RobertsFinn Wittrock Angela BassettKathy BatesJessica Lange Elenc principal - Sarah Paulson com Bette i Dot Tattler (12 episodis) - Evan Peters com Jimmy Darling (13 episodis) - Michael Chiklis com a Dell Toledo (9 episodis) - Frances Conroy com Gloria Mott (8 episodis) - Denis O'Hare com a Stanley Spencer (10 episodis) - Emma Roberts com Maggie Esmeralda (10 episodis) - Finn Wittrock com Dandy Mott (12 episodis) - Angela Bassett com Desiree Dupree (11 episodis) - Kathy Bates com Ethel Darling (10 episodis) - Jessica Lange com Elsa Mars (13 episodis) Elenc recurrent - Naomi Grossman com a Pepper (10 episodis) - Grace Gummer com a Penny / La Dona Llangardaix (5 episodis) - John Carroll Lynch com a Twisty (4 episodis) - Chrissy Metz com a Barbara/Ima Wiggles (4 episodis) - Skyler Samuels com Bonnie Lipton (4 episodis) - Patti LaBelle com a Dora (4 episodis) - Lee Tergesen com Vince (3 episodis) - Malcolm-Jamal Warner com Angus T. Jefferson (2 episodis) - Jamie Brewer com a Marjorie (2 episodis) - Angela Sarafyan com Alice (2 episodis) - Mare Winningham com a Rita Gayheart (1 episodis) - Matthew Glave com Larry Gayheart (1 episodi) - David Burtka com a Michael Beck (1 episodis) Estrelles especials convidades - Celia Weston com Lillian Hemmings (5 episodis) - Wes Bentley com a Edward Mordake (3 episodis) - Gabourey Sidibe com a Regina Ross (3 episodis) - Danny Huston com a Massimo Dolcefino (3 episodis) - Neil Patrick Harris com a Chester Creb (2 episodis) - Matt Bomer com Andy (2 episodis) - Lily Rabe com la Germana Mary Eunice McKee (1 episodi) Estrelles convidades - Erika Ervin com a Amazon Eve (12 episodis) - Mat Fraser com Paul La Foca Il·lustrada (12 episodis) - Jyoti Amge com a Ma Petite (12 episodis) - Rose Siggins com a Legless Suzi (11 episodis) - Christopher Neiman com a Salty (9 episodis) - Drew Rin Varick com Tolosa (8 episodis) - Major Dodson com Corey Bachman (4 episodis) - PJ Marshall com el Detectiu Colquitt (4 episodis) - Ben Woolf com a Meep (3 episodis) - Jerry Leggio com el Dr. Bonham (2 episodis) - Shauna Rappold és Lucy Creb (2 episodis) |

## Episodis
| Núm. en sèrie | Núm. en temp. | Títol                                                       | Dirigit per         | Escrit per                 | Data d'emissió original | Codi de prod. | Audiència (milions) |
| 39 | 1             | « Monsters Among Us » «Monstres entre nosaltres»            | Ryan Murphy         | Ryan Murphy & Brad Falchuk | 8 d'octubre del 2014    | 4ATS01        | 6,13                |
| A Jupiter, Florida, 1952. Les bessones que comparteixen el mateix cos Bette i Dot Tattler (Sarah Paulson) són portades a l'hospital després que un lleter les troba lesionades a casa seva, a prop de la seva mare brutalment assassinada. Les notícies sobre l'existència de les bessones es difonen, fent que la líder i propietària del xou local de fenòmens Elsa Mars (Jessica Lange) intenti reclutar-les perquè s'uneixin al seu grup de fenòmens. Les bessones accepten i es muden amb el grup de fenòmens d'Elsa, que inclou Jimmy Darling (Evan Peters) qui té sindactília i la seva mare Ethel Darling (Kathy Bates) una dama amb barba. Mentrestant, Twisty (John Carroll Lynch) un pallasso assassí, mata el nuvi d'una noia adolescent mentre estan en un pícnic i els pares d'un nen dins de casa seva, tancant el nen i la noia adolescent en un vell bus al mig del bosc. Quan un oficial de policia apareix i intenta arrestar Bette i Dot per l'assassinat de la seva mare, Jimmy assassina l'home per anomenar-los "fenòmens" i després amb la resta, enterren el cos. A la primera presentació de Bette i Dot com "Les Bessones Siamesas", només assisteixen dues persones: Gloria Mott (Frances Conroy) i el seu fill Dandy (Finn Wittrock), els qui compren tots els seients per la presentació d'aquella nit. Dandy intenta negociar amb Elsa sobre comprar a les bessones, però elles no accepten. Elsa diu a Ethel que va portar les bessones per rebre més atenció per al xou i per augmentar la seva pròpia fama. Quan Elsa es prepara per dormir, és revelat que està amputada dels genolls cap avall. |               |                                                             |                     |                            |                         |               |                     |
| 40 | 2             | Massacres and Matinees Massacres i matinès                  | Alfonso Gomez-Rejon | Tim Minear                 | 15 d'octubre del 2014   | 4ATS02        | 4,53                |
| La policia arriba al xou de fenòmens per investigar la desaparició del seu col·lega, i per informar Elsa sobre un nou toc de queda a causa de la sèrie d'assassinats ocorreguts al comtat. Mentrestant, l'home fort del món de l'espectacle Dell Toledo (Michael Chiklis), el pare de Jimmy, i la seva dona presumptament hermafrodita de tres pits Desiree Dupree (Angela Bassett) arriben a formar part de l'espectacle d'Elsa, nomenant Dell com el cap de seguretat, però ella aviat s'adona l'error que ha estat això, després que programi una matinée contra les seves ordres. Jimmy està cansat de ser tractat com un fenomen i romandre ocult de les altres persones, aleshores decideix anar a dinar a la cafeteria del poble acompanyat d'alguns dels seus companys de feina. Al lloc, les persones presents se senten incòmodes amb la presència dels freak i en el moment que estan ordenant el menjar arriba Dell i discuteix amb Jimmy per estar en aquest lloc i li diu que acaba de donar un xou gratis per deixar-se veure fora de la carpa de lespectacle, després tenen una violenta baralla fora de la cafeteria.Ben Woolf) i aconsegueixen la placa del detectiu. Es dona a entendre que Jimmy va voler inculpar Dell però aquest ho descobreix i per això involuquen Meep sent innocent. A la presó els presos maten Meep, després a la nit el cos de Meep és llançat des d'una camioneta a l'entrada del xou, els fenòmens es reuneixen al voltant i ploren. D'altra banda, Dandy desitja unir-se al xou, però després d'insultar accidentalment a Jimmy, aquest és rebutjat. Gloria, per animar-ho, contracta Twisty qui copeja Dandy per mirar dins de la seva bossa. Dandy segueix a Twisty al bosc on el pallasso manté encara els seus ostatges els que intenten escapar, però que Dandy ajuda a capturar novament. |               |                                                             |                     |                            |                         |               |                     |
| 41 | 3             | Edward Mordrake (Part 1) Edward Mordrake (Part 1)           | Michael Uppendahl   | James Wong                 | 22 d'octubre del 2014   | 4ATS03        | 4,44                |
| El xou de fenòmens rep una jove clarivident i endevina, anomenada Maggie Esmeralda (Emma Roberts) qui li diu a Elsa que la seva fama començarà i que coneixerà un home elegant que la portarà a la fama aviat. No obstant això, Maggie és una estafadora, que treballa amb un home anomenat Stanley (Denis O'Hare), que està determinat a trobar i dissecar un fenomen per vendre'l en un museu. Ethel descobreix que té cirrosi al fetge i que li queda menys d'any de vida. Ethel demana a Dell que vigili Jimmy després de la seva mort. Dandy comença a obsessionar-se amb Twisty, i demanarà dolç o truc disfressat amb una disfressa feta a casa de Twisty. Després de tractar de matar la seva mucama Dora (Patti LaBelle) sense èxit, torna al bosc amb Twisty i turmenta els nens capturats. Twisty assetja una família amb una nena que té por als pallassos i segresta el seu germà adolescent. Mentrestant, els fenòmens es refusen a presentar-se a Halloween a causa d'una superstició sobre un freak anglès anomenat Edward Mordrake (Wes Bentley) que té una cara a la part posterior del seu cap, que li parla i ho turmenta. La llegenda explica que si es presenten a Halloween, l'esperit apareixerà i s'endurà una ànima amb ell. Elsa, negant-se a creure això, practica a l'escenari i Edward Mordrake apareix al mig de la seva presentació. Edward comença la cerca d'una ànima sentint la trista història d'Ethel. Després d'escoltar-la, Edward segueix les instruccions de la cara, que li diu que ella no és la indicada, ja que la persona ha d'haver estat malvada a la seva vida. |               |                                                             |                     |                            |                         |               |                     |
| 42 | 4             | Edward Mordrake (Part 2) Edward Mordrake (Part 2)           | Howard Deutch       | Jennifer Salt              | 29 d'octubre del 2014   | 4ATS04        | 4,51                |
| Mentre Mordrake continua la recerca d'un nou fenomen, descobreix el passat de Suzi (Rose Siggins), Paul (Mat Fraser) i Elsa. Després de reviure la seva història, Elsa prega a Mordrake que la porti amb ell. Quan Mordrake estava a punt de complir-ho és distret per una música i la deixa tot sol. Mentrestant, Jimmy i Maggie s'endinsen al bosc per evitar ser arrestats per violar el toc de queda, però es troben amb el lloc on viu Twisty i alliberen els nens que aquest tenia segrestat. Mordrake troba Twisty, i el pallasso assassí revela la seva història. Twisty va ser intimidat pels fenòmens d'un xou en què el treballava per gelosia de la seva popularitat entre els nens i va ser forçat a fugir després de ser enganyat sobre la policia volent-ho arrestar per l'abús de menors. Caient en un pou de desesperació i rebuig per part dels ciutadans, Twisty intenta suïcidar-se, només obtenint una desfiguració facial horripilant com a resultat. Després de diversos intents fallits, es torna trastornat i segresta nens per audiència. Mordrake, veient el dolor i la pena que Twisty ha patit, ho mata i ho adopta en el seu grup espiritual. Dandy recull la màscara de Twisty i torna a casa, matant a Dora. Quan el poble s'assabenta que Twisty ha mort, el toc de queda s'aixeca, i molts ciutadans visiten el xou de fenòmens per agrair a Jimmy. Elsa anuncia la seva gran estrena del xou al poble. Tanmateix, Stanley arriba i actua com un agent de es torna trastornat i segresta nens per audiència. Mordrake, veient el dolor i la pena que Twisty ha patit, ho mata i ho adopta en el seu grup espiritual. Dandy recull la màscara de Twisty i torna a casa, matant a Dora. Quan el poble s'assabenta que Twisty ha mort, el toc de queda s'aixeca, i molts ciutadans visiten el xou de fenòmens per agrair a Jimmy. Elsa anuncia la seva gran estrena del xou al poble. Tanmateix, Stanley arriba i actua com un agent de es torna trastornat i segresta nens per audiència. Mordrake, veient el dolor i la pena que Twisty ha patit, ho mata i ho adopta en el seu grup espiritual. Dandy recull la màscara de Twisty i torna a casa, matant a Dora. Quan el poble s'assabenta que Twisty ha mort, el toc de queda s'aixeca, i molts ciutadans visiten el xou de fenòmens per agrair a Jimmy. Elsa anuncia la seva gran estrena del xou al poble. Tanmateix, Stanley arriba i actua com un agent de Elsa anuncia la seva gran estrena del xou al poble. Tanmateix, Stanley arriba i actua com un agent de Elsa anuncia la seva gran estrena del xou al poble. Tanmateix, Stanley arriba i actua com un agent deHollywood cridant l'atenció d'Elsa. |               |                                                             |                     |                            |                         |               |                     |
| 43 | 5             | « Pink Cupcakes » «Cupcakes roses»                          | Michael Uppendahl   | Jessica Sharzer            | 5 de novembre de 2014   | 4ATS05        | 4,22                |
| Stanley intenta matar, sense èxit, a Bette i Dott fent-les menjar pastissets rosats enverinats. Ell comença a tractar amb Elsa fent ofertes sobre la seva possible aparició a la televisió i sobre tenir el seu propi programa. Maggie intenta portar a Jimmy lluny, tement que Stanley pugui assassinar-ho. Dell no es troba enlloc i Jimmy és enviat a buscar-ho. Jimmy només troba Desiree borratxa i Jimmy comença a complaure-la amb les seves mans, però Desiree crida i comença a sagnar per la seva vagina. Ethel la porta a l'hospital, on és informada que va tenir un avortament. El doctor també revela que és totalment una dona amb un clítoris engrandit. Dandy visita un bar gai en caçaria d'una nova víctima, on Dell es troba amb l'amant habitual Andy (Matt Bomer), tots dos tenen una baralla i Dell se'n va. Dandy troba a Andy i els dos van al refugi de Twisty, on Dandy ho mata. Glòria rep una trucada de la filla de Dora, Regina Ross (Gabourey Sidibe), que vol parlar amb la seva mare. La Glòria menteix i diu que no podrà contactar amb la seva mare durant un temps. Desiree informa Dell que ella pot tenir fills i que és una veritable dona, i li diu que sap que és el veritable pare de Jimmy. Ella ho deixa i es muda amb Ethel. Dell, assabentat de l'operació de Desiree, va a l'oficina del doctor i li trenca els dits. Elsa veu Stanley portant les bessones de pícnic, cosa que la posa gelosa i furiosa. Després ella els menteix i els diu que les porta a un lloc adequat, però en realitat les porta directe a la mansió de la Glòria i el Dandy. |               |                                                             |                     |                            |                         |               |                     |
| 44 | 6             | « Bullseye » «Just al blanc»                                | Howard Deutch       | John J. Gray               | 12 de novembre de 2014  | 4ATS06        | 3,65                |
| Elsa porta una vella roda giratòria i comença a practicar llençant dagues per al seu nou programa de televisió. Després de ficar-se al llit amb Paul, Elsa es posa gelosa ja que ell té una aventura amb Penny (Grace Gummer) a l'esquena. La nit de la seva festa d'aniversari, Elsa veu la desconfiança dels fenòmens que si ella va tenir alguna cosa a veure amb la desaparició de Bette i Dot. Per provar la seva lleialtat, Elsa demana que un sigui lligat a la roda giratòria mentre ella fa la seva rutina. Paul de mala gana s'ofereix com a voluntari, i després de dues falles, Elsa a propòsit li dona a l'estómac, i es va refusar a trucar a un metge. A la mansió, Dandy declara el seu amor per les bessones i li diu a la Glòria que es vol casar amb elles. Dot descobreix la història d'uns bessons units que van ser separats per primer cop i s'adona que Dandy fàcilment podria pagar la cirurgia. Stanley pressiona Maggie perquè porti Jimmy a un graner i matar-lo. No volent fer això, porta Ma Petite (Jyoti Amge) però s'adona que no la pot assassinar. Stanley la confronta agressivament, dient que necessiten les mans de Jimmy sense importar res. Dandy diu a Bette i Dot que comparteixin els seus secrets amb ell, dient-los que ell va ser qui tret dels nens que Twisty mantenia segrestats. Ella es nega a dir-li un secret i en diu mentider. Dandy llegeix el diari de Dot i s'adona que mai no podrà realment sentir amor. Admet davant de Glòria que el seu únic propòsit a la terra és portar mort. El timbre sona i Gloria segueix Dandy a la porta, on troben Jimmy. Dandy el saluda i li diu que ha vingut per les bessones. |               |                                                             |                     |                            |                         |               |                     |
| 45 | 7             | Test of Strength Prova de força                             | Anthony Hemingway   | Crystal Liu                | 19 de novembre de 2014  | 4ATS07        | 3,91                |
| Un comentari fet per Dandy, fa que Jimmy s'adoni que ell era el segon pallasso amb màscara que va capturar els nens, i el que tallaria Maggie per la meitat. Les bessones deixen Dandy després que s'assabenta que el va llegir el seu diari i tornen al xou de fenòmens. Jimmy confronta a Elsa per vendre a les bessones, però ella diu que ell la va incomprendre. Penny, després d'estar amb Paul, torna a casa per dir-li al seu pare que es mudés, però ell la colpeja i fa que li tatuïn tota la cara i que li doni una llegua bífida, fent-la el fenomen que ella vol ser. Mentrestant, Stanley veu Dell al bar gai i l'amenaça d'exposar-lo als fenòmens llevat que li porti el cos d'algun fenomen. Intentant matar a Amazon Eve (Erika Ervin), subestima la seva grandària i força, i és copejat per ella. Les dones del xou assumeixen que Dell intentava violar Eve, s'uneixen i intenten matar-lo però Jimmy les deté, es porta Dell per un glop i discuteixen la seva violenta actitud. Dell intenta colpejar a un Jimmy borratxo al cap amb un maó, però no pot fer-ho. Jimmy diu a Dell que ell sap que és el seu pare i s'enllacen. Dell va a la caravana de Ma Petite, l'abraça fins que l'esclafa, trencant la seva espina. Ell li dona el cos a Stanley qui el ven a Lillian Hemmings (Celia Weston), on Ma Petite és exhibida en un flascó. |               |                                                             |                     |                            |                         |               |                     |
| 46 | 8             | Blood Bath Bany de sang                                     | Bradley Buecker     | Ryan Murphy                | 3 de desembre de 2014   | 4ATS08        | 3,30                |
| El vestit ensangonat de Ma Petite és trobat junts a uns ossos, i el grup assumeix que ha estat menjar per un animal salvatge. Ethel acusa Elsa de matar Ma Petite per robar-li el seu públic. Amb la seva relació esquinçada, Ethel dispara a Elsa en una de les cames, cosa que fa que se sorprengui per les cames falses d'Elsa. Ella revela que va ser portada de la cambra on van gravar la pel·lícula snuff a Alemanya, cap a Massimo Dolcefino (Danny Huston), un expert en pròtesi, que fa cames de fusta per a ella. Abans que Ethel li dispari a Elsa al cap, aquesta li llança un ganivet al capdavant d'Ethel, matant-la. Amb l'ajuda de Stanley, Elsa planeja un suïcidi per a Ethel on porta un cotxe contra un arbre, amb una cadena al voltant del seu coll, decapitant-la. Jimmy cau en un pou de desesperació, aparta Maggie d'ell i cau als braços d'un nou membre del grup, una dona amb obesitat mòrbida, Ima Wiggles (Chrissy Metz). Després del funeral d'Ethel, Amazon Eve, Desiree, Peny i Suzi planegen una venjança contra el pare de Penny. Elles l'amarren, l'omplen de quitrà i plomes. abans de mutilar-ho Maggie sent els seus crits i prega perquè no ho facin. Penny el deixa anar i el bandeja de la seva vida. Mentrestant, la Regina va a casa dels Mott, per investigar la desaparició de la seva mare i es refusa a anar-se'n sense veure-la. Dandy és enganyat per Gloria perquè vegi un psicòleg. Dandy enfureix quan s'adona del que passa i que la seva mare pensi que hauria de ser institucionalitzat. Tornant a la casa, Dandy dispara a la Glòria al cap i es banya a la sang. |               |                                                             |                     |                            |                         |               |                     |
| 47 | 9             | «Tupperware Party Massacre» «Massacre a la festa de Tupper» | Loni Peristere      | Brad Falchuk               | 10 de desembre de 2014  | 4ATS09        | 3,07                |
| Després de matar la seva mare, Dandy visita Esmeralda per a una lectura. Maggie assegura a Dandy que tot estarà bé, que potser hi hauria alguns problemes en el futur, però que el prevaldria. Més confiat que mai, Dandy continua la seva esgarrifosa feina, però és detingut per un Jimmy extremadament borratxo. Jimmy acusa Dandy de tenir alguna cosa a veure amb la desaparició de les bessones i ho amenaça, sabent que ell era part dels pallassos assassins. Dandy promet venjança contra Jimmy per haver-se portat a Bette i Dot. Elsa i Stanley s'emporten les bessones al graner amb l'escussa que els ciutadans han fet un xivarri i que estaran segures allà, fins que un doctor arribi i els faci una cirurgia per separar-les. Les bessones s'adonen que no val la pena tenir vides separades si una mor en l'intent i decideixen no tenir la cirurgia. Amb la veritat sobre la seva sexualitat i el remordiment de la mort de Ma Petite, Dell intentar penjar-se, però és salvat per Desiree. Jimmy té una al·lucinació d'Ethel, que li diu que superi la seva mort i segueixi endavant. Dandy mata un grup de dones, excavant els seus ulls, i deixant-les surant a la piscina. Dandy deixa escapar a Regina, però ella torna amb el Detectiu Colquitt (PJ Marshall). Dandy declara la seva fortuna i promet al detectiu un milió de dòlars si mata Regina; qui ho fa disparant-li al cap. Dot declara el seu amor per Jimmy, però ell les rebutja dient que està enamorat d'algú més. Jimmy és arrestat per l'assassinat de les dones. Amb la veritat sobre la seva sexualitat i el remordiment de la mort de Ma Petite, Dell intentar penjar-se, però és salvat per Desiree. Jimmy té una al·lucinació d'Ethel, que li diu que superi la seva mort i segueixi endavant. Dandy mata un grup de dones, excavant els seus ulls, i deixant-les surant a la piscina. Dandy deixa escapar a Regina, però ella torna amb el Detectiu Colquitt (PJ Marshall). Dandy declara la seva fortuna i promet al detectiu un milió de dòlars si mata Regina; qui ho fa disparant-li al cap. Dot declara el seu amor per Jimmy, però ell les rebutja dient que està enamorat d'algú més. Jimmy és arrestat per l'assassinat de les dones. Amb la veritat sobre la seva sexualitat i el remordiment de la mort de Ma Petite, Dell intentar penjar-se, però és salvat per Desiree. Jimmy té una al·lucinació d'Ethel, que li diu que superi la seva mort i segueixi endavant. Dandy mata un grup de dones, excavant els seus ulls, i deixant-les surant a la piscina. Dandy deixa escapar a Regina, però ella torna amb el Detectiu Colquitt (PJ Marshall). Dandy declara la seva fortuna i promet al detectiu un milió de dòlars si mata Regina; qui ho fa disparant-li al cap. Dot declara el seu amor per Jimmy, però ell les rebutja dient que està enamorat d'algú més. Jimmy és arrestat per l'assassinat de les dones. qui li diu que superi la seva mort i seguiu endavant. Dandy mata un grup de dones, excavant els seus ulls, i deixant-les surant a la piscina. Dandy deixa escapar a Regina, però ella torna amb el Detectiu Colquitt (PJ Marshall). Dandy declara la seva fortuna i promet al detectiu un milió de dòlars si mata Regina; qui ho fa disparant-li al cap. Dot declara el seu amor per Jimmy, però ell les rebutja dient que està enamorat d'algú més. Jimmy és arrestat per l'assassinat de les dones. qui li diu que superi la seva mort i seguiu endavant. Dandy mata un grup de dones, excavant els seus ulls, i deixant-les surant a la piscina. Dandy deixa escapar a Regina, però ella torna amb el Detectiu Colquitt (PJ Marshall). Dandy declara la seva fortuna i promet al detectiu un milió de dòlars si mata Regina; qui ho fa disparant-li al cap. Dot declara el seu amor per Jimmy, però ell les rebutja dient que està enamorat d'algú més. Jimmy és arrestat per l'assassinat de les dones. Dot declara el seu amor per Jimmy, però ell les rebutja dient que està enamorat d'algú més. Jimmy és arrestat per l'assassinat de les dones. Dot declara el seu amor per Jimmy, però ell les rebutja dient que està enamorat d'algú més. Jimmy és arrestat per l'assassinat de les dones. |               |                                                             |                     |                            |                         |               |                     |
| 48 | 10            | «Orphans» «Orfes»                                           | Bradley Buecker     | James Wong                 | 17 de desembre de 2014  | 4ATS10        | 2,99                |
| Pepper (Naomi Grossman) es veu destrossada en trobar Salty (Christopher Neiman) mort. Desiree s'entera de l'origen del xou de fenòmens. Elsa, notant que els fenòmens no eren tractats com haurien de ser, decideix fer un negoci i una família amb ells. Pepper va ser la primera a unir-se, després de trobar-la en un orfenat. Elsa recluten Ma Petite i Salty, perquè actuessin com la filla de Pepper i el seu marit. Atès que tots dos han mort, Desiree suggereix tornar a Pepper amb la seva germana gran. Stanley es fa càrrec del cos de Salty, aquest li talla el cap i el ven al museu. Maggie, borratxa, confessa a Desiree que ella i Stanley són estafadors. Bette i Dot intenten convèncer Maggie d'ajudar Jimmy aconseguint un advocat amb els diners que han estalviat per a la cirurgia, però Stanley va primer on Jimmy, suggerint una altra manera d'aconseguir diners. Maggie i Desiree visiten el museu, on Desiree se sorprèn en trobar Ma Petite i Salty on també troben un parell de mans que suposadament pertanyen a Jimmy. Elsa localitza la germana de Pepper, Rita (Mare Winningham), i la convenç d'emportar-se a Pepper. Deu anys després Rita dona a llum un nen deforme i el seu marit el convenç de culpar Pepper per l'assassinat del nen, portant-la a l'Asil Briarcliff. La Germana Mary Eunice (Lily Rabe) veu una mica de remordiment als seus ulls i la deixa treballant a la biblioteca del lloc acomodant revistes, on troba una revista amb Elsa a la portada, que per fi havia aconseguit la fama que tant desitjava. |               |                                                             |                     |                            |                         |               |                     |
| 49 | 11            | Magical Thinking Pensaments màgics                          | Michael Goi         | Jennifer Salt              | 7 de gener de 2015      | 4ATS11        | 3,11                |
| Stanley aconsegueix treure Jimmy de presó i li talla les mans de llagosta, deixant-lo abandonat en un hospital. Bette i Dot s'adonen que pertanyen al xou de fenòmens, i comencen a buscar una parella. Chester (Neil Patrick Harris), un mag i venedor de camaleons vol unir-se al xou d'espectacles i Elsa el contracta per encarregar-se de la comptabilitat de l'espectacle. Chester carrega amb una nina anomenada Marjorie (Jamie Brewer), amb qui es pot comunicar. Bette i Dot ajuden Chester a realitzar el seu espectacle de màgia mentre que Elsa està pensant a vendre-li el xou de fenòmens al mag. Dell i Amazon Eve s'alien per rescatar Jimmy de l'hospital abans que sigui tornat a la presó, això causa que els policies arribin al campament a la recerca de Jimmy. Dandy descobreix que les bessones estan mantenint una relació amb Chester i en venjança segresta Marjorie dient-li a Chester que ella està realment enutjada amb ell per la relació que està tenint amb Bette i Dot. Dandy descobreix que Marjorie va assassinar la dona de Chester i la seva amiga anys enrere. Desiree fa que Dell expliqui la veritat sobre la mort de Ma Petite mentre que Maggie li mostra el flascó amb el cos de Ma Petite a Elsa, que mata a Dell disparant-li al cap. |               |                                                             |                     |                            |                         |               |                     |
| 50 | 12            | «Show Stoppers» «Una actuació brillant»                     | Loni Peristere      | Jessica Sharzer            | 15 de gener de 2015     | 4ATS12        | 2,94                |
| Stanley assisteix a un sopar amb els fenòmens on Elsa nomena Chester com el nou propietari de l'espectacle. Ella i la resta dels fenòmens descobreixen la veritat darrere de Stanley i és assassinat a ganivetades. Elsa intenta convèncer Jimmy que es deixi cuidar per Maggie però ell es nega a perdonar-la per ajudar Stanley. Bette i Dot mantenen la seva relació amb Chester, posant Marjorie gelosa i recordant a Chester que va ser ell qui va matar la seva dona i tracta que faci el mateix amb les bessones. Els fenòmens s'adonen que Elsa va matar Ethel i decideixen fer el mateix amb ella. Elsa fa que Massimo construeixi un nou parell de mans per a Jimmy. Massimo explica que el doctor Hans Gruber (John Cromwell) és qui va estar darrere de l'amputació de les cames d'Elsa. Les bessones es neguen a formar part del truc de màgia de Chester tan bon punt Dandy els expliqués que és un assassí. Maggie pren el seu lloc i Chester la talla per la meitat, donant-li mort. Amazon Eve explica a Jimmy que Maggie està morta i que Elsa serà la següent, però aquesta aconsegueix escapar-se gràcies a l'avís previ de les bessones. Elsa ven el campament a Dandy, que es torna el nou amo del lloc. Massimo lliura les seves noves mans a Jimmy, amb els dits units com les originals. |               |                                                             |                     |                            |                         |               |                     |
| 51 | 13            | «Curtain Call» «Última crida a escena»                      | Bradley Buecker     | John J. Gray               | 21 de gener de 2015     | 4ATS13        | 3,27                |
| Dandy culpa els fenòmens per la manca d'entrades venudes. Aquests, farts de l'actitud del nou cap, abandonen l'espectacle. En venjança, ell comença una massacre en el campament matant a la majoria dels fenòmens, sent Desiree l'única supervivent. Jimmy torna al campament en recerca de menjar i descobreix tots els fenòmens apilats al llarg de l'escenari. Dandy segresta Bette i Dot i després es casa amb elles. Enmig d'un sopar, Dandy és drogat, Jimmy i Desiree rescaten les bessones i tornen al campament amb Dandy, que és amarrat en una caixa d'escapament transparent. La caixa comença a omplir-se d'aigua i Dandy mor ofegat mentre Bette, Dot, Jimmy i Desiree observen. Mentrestant, Elsa arriba a Hollywoodon coneix el vicepresident de càsting de l'estació WBN, Michael Beck (David Burtka). El 1960, Elsa és famosa i està casada amb Michael, que insisteix que realitzi un xou a halloween. El president de la cadena informa a Elsa que han descobert les seves pel·lícules on és torturada, cosa que arruïnarà la seva carrera. El president de la cadena també l'informa que van descobrir una fossa amb els cossos dels fenòmens a Júpiter. Elsa decideix actuar la nit de halloween, on es descobreix que Desiree està casada i és mare de dos petits mentre que Jimmy s'ha casat amb les bessones i esperen un fill. Enmig de la seva presentació, Edward Mordake, Twisty i la resta dels esperits vénen a la seva recerca. Després de matar-la, Elsa apareix en el xou de fenòmens, on és rebuda per Ethel i la resta dels fenòmens. Ethel diu que és benvinguda i que s'ha de preparar per a l'espectacle. Al moment de presentar, |               |                                                             |                     |                            |                         |               |                     |

## Producció

### Desenvolupament
El 6 de novembre del 2013 FX va anunciar la renovació de la sèrie per a una quarta temporada, conformada novament per 13 episodis. El cocreador i productor executiu de la sèrie, Samuel Bayer va comentar que la temporada es tornarà a filmar a Nova Orleands oa Santa Fe, a més de comentar que una pista sobre l'argument de la mateixa podria estar inclosa a l'últim episodi de la tercera temporada.
Ryan Murphy ha descrit el nou personatge de Lange com una figura de Marlene Dietrich, basada en una famosa actriu i cantant alemanya. Encara que molts rumors entre els seguidors i crítics de la sèrie, assenyalen que la trama de la temporada podria estar ubicada en un circ/carnaval errant, Murphy va desmentir això en una entrevista amb EW: "Vaig veure aquests pòsters. No sé d'on van treure aquesta idea. De vegades crec que les persones desitgen que fem temes i pòsters per als fans. Ningú ha endevinat què és”.
El 17 de març, Douglas Petrie un dels guionistes de la sèrie va confirmar oficialment en una entrevista que el tema de la quarta temporada efectivament estarà basat en una fira: “No té títol encara, molt proper, però aquesta és la idea”. El 24 de març, Ryan Murphy, creador de la sèrie, va anunciar a través del seu compte de Twitter que el títol de la quarta temporada serà "Freak Show".

### Càsting
Jessica Lange va ser la primera a anunciar el seu retorn per quarta i última ocasió a la propera entrega. Per la seva banda Sarah Paulson va confirmar en entrevistes posteriors el seu optimisme per tornar a la sèrie en la nova temporada: "Sé el que té al cap per a mi (Murphy), espero que això passi perquè podria ser una de les coses més emocionants que he fet." Murphy s'ha mostrat obert a la possibilitat d'integrar el seu acostumat elenc, notant sobretot una vista en un potencial retorn de Kathy Bates i Angela Bassett. Poc després de confirmar-se el títol de la temporada, els actors Evan Peters, Kathy Bates, Angela Bassett i Frances Conroy van ser confirmats a l'elenc de la temporada. També es va fer esment que Emma Roberts i Denis O'Hare es trobaven en negociacions per unir-se a l'elenc.
Alguns dies abans de la confirmació del tema de la temporada, l'actriu Lea Michele, protagonista d'una altra de les sèries creades per Ryan Murphy: Glee, ha expressat el seu interès a participar en la nova temporada: "Podria estelaritzar un spin-off de Glee, llevat que vulgui posar-me a American Horror Story. Ja sé quin és el tema de l'any que ve, i compten amb mi. Així que, sí ell em tindrà... almenys, potser per un episodi. Comencem aquesta campanya".
Durant la PaleyFest de 2014, Ryan Murphy va confirmar l'aparició en la sèrie de tots els actors que es trobaven allà en aquell moment (els ja anteriorment confirmats Evan Peters, Angela Bassett, Frances Conroy i Kathy Bates, i també Emma Roberts, Sarah Paulson, Denis O'Hare, Gabourey Sidibe i Jamie Brewer). També va reconèixer que tornarien alguns actors de la primera temporada, i va anunciar la unió a l'elenc de Michael Chiklis, que encarnaria el pare del personatge d'Evan Peters i l'exmarit del personatge de Kathy Bates.
A principis de juliol es va confirmar que l'actor Wes Bentley, va ser contractat per aparèixer en l'episodi especial doble centrat a Halloween com Eddie. Poc després Ryan Murphy va respondre al seu Twitter que havia escrit un paper en la temporada pensant a integrar l'actor Neil Patrick Harris a l'elenc de la sèrie. Eventualment a finals d'octubre es va confirmar que Harris al costat del seu marit David Burtka apareixerien oficialment a la sèrie. Harris apareixerà per al onzè i dotzè episodi de la sèrie, mentre que Burtka tindrà una aparició per al final de temporada.
Durant la Còmic-Amb de San Diego de 2014, es va donar a conèixer que John Carroll Lynch es va unir a l'elenc per interpretar el malvat de la temporada, així mateix, van ser anunciats els noms dels personatges principals. L'11 d'agost es va donar a conèixer que Patti LaBelle va ser contractada per interpretar la mare del personatge de Gabourey Sidibe. El 13 agost es va donar a conèixer que Jyoti Amge, qui és considerada la dona més petita del món pel Llibre Guinness dels rècords també participaria en la sèrie, després que Ryan Murphy compartís una foto a Twitter on Amge apareix al costat de Jessica Lange. El 24 d'agost va ser confirmat que Matthew Bomer serà convidat en un dels episodis, amb un personatge "molt deformat", segons paraules de Muprhy, creador de la sèrie.
A principis de setembre es va realitzar un reportatge on es van obtenir més detalls dels rols d'alguns membres del repartiment: Dennis O'Hare interpreta un artista adjunt del xou juntament amb el personatge d'Emma Roberts, Conroy interpreta una dona local que és la mare del personatge de Wittrock, que desitja unir-se al xou de fenòmens. Mentre que Sidibe serà una socialité que torna a la seva ciutat natal a investigar la desaparició de la seva mare. En un reportatge d'Entertainment Weekly, Murphy va revelar que el personatge d' Asylum Pepper tornaria per a la nova temporada, dient: "Ella està en aquesta temporada". Al mateix reportatge, el creador de la sèrie va confirmar que Pepper és el mateix personatge vist a Asylumtornant-la el primer personatge a aparèixer en més d'una temporada i confirmant així que les històries estan a cert punt connectades: "És com el que li va passar a Pepper abans que anés al manicomi". El 16 de setembre va ser confirmat que Skyler Samuels va ser contractada per interpretar "una noia local que es veu embolicada en una difícil situació". Aquest personatge està contemplat per aparèixer en un arc argumental de diversos episodis. El 29 d'octubre es va publicar que una de les alumnes de la sèrie Lily Rabe apareixerà a la temporada com una artista convidada en el desè episodi tornant com el seu personatge la germana Mary Eunice d' Asylum .

## Promoció
El 13 de juliol de 2014, es va llançar un vídeo anomenat "Àngel caigut," que va ser reportat per diverses fonts de notícies com un teaser tràiler oficial de Freak Show. El vídeo que presentava el títol d'American Horror Story va ser eventualment esborrat quan FX va confirmar que es tractava d'un fan-made.  Abans del debut del fan-made teaser, FX no havia estrenat cap teaser tràiler relacionat amb la següent temporada.